# Mario Ciancio Sanfilippo
Mario Emanuele Ciancio Sanfilippo (Catania, 29 maggio 1932) è un giornalista e imprenditore italiano del settore radio-televisivo e della stampa, editore del quotidiano La Sicilia, di cui è stato anche direttore dal 1967 al 2018.

## Biografia
Discendente, per via paterna, dei baroni Ciancio di Adrano, figlio dell'avvocato Natale Ciancio, è nipote di Domenico Sanfilippo, fratello della madre, fondatore del quotidiano La Sicilia. Sposato con Valeria Guarnaccia, ha cinque figli: Angela, Carla, Rosa Emanuela, Natalia e Domenico, due dei quali, Angela e Domenico, fanno parte del consiglio di amministrazione del suo gruppo.
Laureato in giurisprudenza nel 1955, con una tesi di diritto civile sul diritto ereditario, è proprietario terriero con circa 200 ettari di agrumi in provincia di Catania, ed è un collezionista di arte antica.

### L'attività giornalistica
Ciancio sceglie di non intraprendere l'attività forense, e lo zio Sanfilippo lo avvia al giornalismo nel suo quotidiano: divenuto giornalista professionista nel 1957, ed iscritto al relativo albo, dieci anni più tardi succede ad Antonio Prestinenza - morto nel 1967 - nel ruolo di direttore.
Morto anche Domenico Sanfilippo, nel 1976 diviene direttore responsabile della testata, ed eredita dallo stesso il totale controllo dell'azienda editoriale divenendo contemporaneamente direttore ed editore de La Sicilia.

### La televisione: nasce Antenna Sicilia
In collaborazione con il suo amico, il famoso presentatore televisivo Pippo Baudo, il suo gruppo editoriale espande le proprie attività alla televisione con il lancio delle trasmissioni in diretta dell'emittente catanese Antenna Sicilia avvenuto il 16 giugno 1979.

### L'espansione del gruppo e il monopolio dell'informazione
Nel corso degli anni Ciancio costruisce un gruppo editoriale di dimensioni notevoli, che comprende i più importanti mass media della Sicilia e una parte di quelli presenti in altre regioni dell'Italia meridionale. Sotto la sua gestione, il quotidiano La Sicilia non è più una testata prettamente locale, visto che diviene il secondo maggior quotidiano isolano per copie vendute, ma di rilevanza nazionale, con l'acquisizione di quote azionarie di altri quotidiani regionali e nazionali.
Anche nel settore televisivo, il gruppo editoriale Ciancio Sanfilippo, assume un ruolo egemonico nell'ambito dell'informazione locale, che inizia con l'acquisto dell'emittente televisiva concorrente Teletna nel 1983, e molti anni più tardi, nel 2000, rilevando l'azienda Telecolor International S.p.A., proprietaria delle emittenti Telecolor e Video 3, principali concorrenti nel settore televisivo, assumendo di fatto il totale controllo dell'informazione a Catania.

### Il Gruppo Ciancio Sanfilippo e altre partecipazioni
Il Gruppo è il maggior gruppo editoriale del Mezzogiorno, ed è attivo principalmente nel settore dell'informazione, ovvero nella stampa, nella televisione, nella radio, e nella pubblicità.
Oltre che proprietario della Domenico Sanfilippo Editore, della Società Industriale Grafica Editoriale S.p.A. - che comprende le emittenti televisive Antenna Sicilia e Teletna - e di Telecolor S.p.A., vanta piccole partecipazioni in altre tv locali, le catanesi Telejonica e Telesiciliacolor e la messinese Rtp Radio Televisione Peloritana; nel settore radiofonico controlla le emittenti Radio Sis, Radio Telecolor e Radio Video 3. Possiede inoltre, quote azionarie nei quotidiani Giornale di Sicilia, Gazzetta del Sud e La Gazzetta del Mezzogiorno. Ha inoltre partecipazioni in LA7, MTV, Telecom, Tiscali e L'Espresso/Repubblica. In passato è stato anche l'editore dell'Espresso sera.
Nel 2005 fonda la ETIS 2000 S.p.A., società che si occupa della stampa e della distribuzione in Sicilia e in parte anche della Calabria, non solo delle copie de La Sicilia, ma anche delle edizioni di quotidiani come Repubblica, La Stampa, Il Sole 24 Ore, L'Unità, Tuttosport, Corriere dello Sport - Stadio e Avvenire. È il più grande stabilimento tipografico dell'Italia meridionale, ed ha una capacità produttiva giornaliera di 200 000 copie all'ora.

### Sequestro di tutte le proprietà
Il 24 settembre 2018 il Tribunale di Catania, su richiesta della Direzione Distrettuale Antimafia, dispone il sequestro giudiziario di tutte le proprietà del gruppo Ciancio Sanfilippo, inclusi il quotidiano La Sicilia e le quote possedute della Gazzetta del Sud, Giornale di Sicilia e La Gazzetta del Mezzogiorno, oltre che alle stazioni radio, televisioni, terreni, aziende agricole, imprese edili e aziende turistiche, per un valore totale di oltre 150 milioni di euro.

In seguito al sequestro Ciancio si dimette dalla carica di direttore de La Sicilia, venendo sostituito da Antonello Piraneo, e il giornale posto in amministrazione giudiziaria.
Il provvedimento di confisca viene annullato dalla corte d'appello di Catania nel marzo 2020.

### Altri incarichi
Dal 1996 al 2001 è stato presidente della FIEG, e per breve tempo vicepresidente dell'ANSA, della quale è a tutt'oggi socio, e membro del consiglio di amministrazione assieme alla figlia Angela Ciancio.
Il suo gruppo è attivo anche nel settore dell'edilizia, dell'agricoltura e della grande distribuzione.

## Controversie
Della sua conduzione della testata e dei suoi rapporti (mai acclarati da atti ufficiali e documenti giudiziari) con la criminalità organizzata, l'eurodeputato Claudio Fava scrisse più volte, proponendo gravi accuse:
(Claudio Fava, La mafia comanda a Catania 1960/1991, Laterza)
Nel marzo 2012 la sezione lavoro della Corte d'Appello di Catania, aveva condannato l'editore al reintegro in azienda di sei giornalisti della redazione di Telecolor, licenziati nel 2006, ufficialmente per ragioni economiche, ma in realtà pare che la decisione era stata presa per contrasti sorti tra l'editore e i giornalisti, i quali lamentavano l'assenza di imparzialità e indipendenza della linea editoriale. Ciancio inoltre, veniva condannato al risarcimento di 5 mensilità dei dipendenti licenziati ed al versamento dei loro contributi previdenziali e assistenziali, nonché alla condanna per essersi rifiutato a pagare le spese legali.

## Procedimenti giudiziari
Il 30 novembre 2010, il giornale Il Fatto Quotidiano pubblica la notizia secondo la quale Ciancio è indagato per concorso esterno in associazione di tipo mafioso dalla Procura distrettuale antimafia di Catania: la procura infatti ha iscritto nel registro degli indagati l'imprenditore catanese per presunti rapporti tra costui e Cosa Nostra etnea, in particolare con il Clan Santapaola in persona del boss Giuseppe Ercolano, citati anche dal collaboratore di giustizia Angelo Siino; per le dichiarazioni di Massimo Ciancimino, secondo cui Ciancio sarebbe entrato nell'azionariato del quotidiano Il Giornale di Sicilia con il placet del padre Vito e del boss Bernardo Provenzano; la procura etnea inoltre, fa riferimento all'interessamento di Ciancio al centro commerciale costruito su uno dei suoi terreni, oggetto delle indagini, già proposte nella puntata del 15 marzo 2009 della trasmissione Report.
Ciancio, all'indomani della mandata in onda della trasmissione, avrebbe poi sporto denuncia per diffamazione contro la trasmissione, chiedendo un risarcimento di 10 milioni di euro, ma la notizia è stata poi smentita dall'interessato. Il 27 novembre 2012 la prima sezione civile del Tribunale di Roma ha ritenuto infondata e ha quindi rigettato la richiesta di risarcimento. Ciancio ha presentato ricorso avverso questa che ha definito una "decisione ingiusta", confermando de facto la richiesta di risarcimento.
Il 2 aprile 2012 il procuratore aggiunto e il pubblico ministero del tribunale catanese, avevano depositato la richiesta di archiviazione per Ciancio, ma tale richiesta viene successivamente respinta dal GIP a settembre.
Il 1º aprile 2015 la procura di Catania ha depositato la richiesta di rinvio a giudizio di Mario Ciancio Sanfilippo, ipotizzando il reato di concorso esterno in associazione di tipo mafioso. Nell'avviso di conclusione delle indagini la procura sottolineava che "la contestazione si fonda sulla ricostruzione di una serie di vicende che iniziano negli anni '70 e si protraggono nel tempo fino ad anni recenti" e "riguardano partecipazione ad iniziative imprenditoriali nelle quali risultano coinvolti forti interessi riconducibili all'organizzazione Cosa Nostra" e in particolare a un centro commerciale.
Il 21 dicembre 2015, il GUP Gaetana Bernabó Distefano, chiamata a decidere sulla richiesta di rinvio a giudizio, lo proscioglie perché "il fatto non costituisce reato". Secondo il Gup gli elementi raccolti dall'accusa non sarebbero stati idonei a supportare l'accusa in giudizio.
A giugno del 2017, in seguito al ricorso in appello presentato dalla Procura, il giudice Loredana Pezzino ribalta il pronunciamento del Gup rinviando a giudizio Mario Ciancio Sanfilippo per concorso esterno in associazione mafiosa. La prima udienza del dibattimento è stata fissata per marzo del 2018. Su tale vicenda si è giunti nel gennaio 2024 con la sentenza pronunciata dalla prima sezione penale del Tribunale di Catania: "assolto perchè il fatto non sussiste". In seguito alla sentenza la procura ha deciso di ricorrere in appello.
Il 24 settembre 2018 la Sezione misure di prevenzione del Tribunale di Catania, su richiesta della Direzione distrettuale antimafia, dispone il sequestro giudiziario di tutte le proprietà del gruppo Ciancio Sanfilippo, inclusi il quotidiano La Sicilia e le quote possedute della Gazzetta del Sud e La Gazzetta del Mezzogiorno, oltre che alle stazioni radio, televisioni, terreni, aziende agricole, imprese edili e aziende turistiche, per un valore totale di oltre 150 milioni di euro.

In seguito al sequestro Ciancio si dimette dalla carica di direttore de La Sicilia, venendo sostituito da Antonello Piraneo. Il 24 marzo 2020 la seconda sezione penale della Corte d'Appello di Catania annulla la confisca con le motivazioni che "non sia provata alcuna sproporzione tra redditi legittimi e beni mobili o immobili" e per la "mancanza di pericolosità sociale" dell'editore.